# Václav Němeček (spisovatel)
Václav Němeček (narozen 1. ledna 1924 v Táboře — 27. května 2002) byl český spisovatel, autor knih o historii letectví. V tomto oboru se stal nejvýznamnějším českým autorem druhé poloviny 20. století. Díky překladům svých knih do němčiny a angličtiny byl široce uznáván i čtenáři, odborníky a fanoušky letectví v zahraničí. K jeho nejvýznačnějším dílům, s v pravdě encyklopedickým záběrem patří knihy Vojenská letadla (pět svazků), Civilní letadla (dva svazky), Československá Letadla (dva díly) a Sovětská letadla.

## Život
Václav Němeček se narodil v roce 1924 v Táboře, od roku 1932 žil v Praze. O letectví se začal zajímat asi ve dvanácti letech, sbíral obrázky, časopisy a knihy.
Václav Němeček pracoval řadu let jako letecký konstruktér. Po maturitě v roce 1943 nastoupil k tehdejší firmě Letov, závod III na Výstavišti. Později pracoval v konstrukci Aero, pak VZLÚ na typech L-60, L-40 a L-29. Od roku 1960 ve VZLÚ působil jako vedoucí studijního oddělení. Později také působil ve Výzkumném ústavu pozemních staveb v Praze jako vedoucí VTEI v oblasti kybernetiky. Vystudoval strojírenský institut, obor informatika.
Autorská práce pro něj byla náplní volného času.

## Dílo
Svoji publicistickou činnost začal v září 1945 jako spoluautor seriálu Letadla ve válce 1939 — 1945 v tehdejším týdeníku Rozlet. Podílel se na něm se svým spolužákem Dušanem Simandlem. Záhy začal uveřejňovat samostatné články o soudobé letecké technice, o vývoji letadel a jejich použití v časopisech Letectví, Modelář, Křídla vlasti aj. V této práci pak pokračoval mnoho let na stránkách časopisu Letectví + kosmonautika, kde publikoval především řadu monografií jednotlivých typů letadel. Byl rovněž členem redakční rady tohoto časopisu. Věnoval se starší i soudobé letecké technice, především však strojům z období druhé světové války, průběžně sledoval vývoj československých a sovětských typů.
V roce 1951 se pokusil po studiu archivních materiálů o první soustavný přehled vývoje československých letadel. Uveřejňoval jej na pokračování v tehdejším časopise Letectví. Seriál se po novém zpracování a rozšíření stal základem první autorovy samostatné publikace Československá letadla. Nakladatelství Naše vojsko ji vydalo v roce 1958 při příležitosti 40. výročí založení našeho leteckého průmyslu. Rozšířené druhé vydání vyšlo v roce 1968. V konečné podobě, po prvním dílu Československá letadla (I) (1918 — 1945), vydal i druhý díl Československá letadla (II) (1945 — 1984), přepracovaného a dále rozšířeného vydání tohoto díla.
Problematice technického rozvoje sovětského letectví věnoval autor seriál Letadla SSSR, který vycházel v časopise Letectví od roku 1949. Pokračoval ve studiu této tematiky, zpracoval obtížně dostupné archivní materiály v SSSR a v roce 1969 vydal knihu Sovětská letadla, na které pracoval v období 1965 — 1967. Za toto dílo mu byla udělena v roce 1969 cena Víta Nejedlého. Kniha Sovětská letadla představovala unikát ve své době a dočkala se německého vydání v SRN v roce 1976 a anglického v roce 1986. Dodnes patří k ojedinělým publikacím na toto téma svým souhrnným zpracováním všech známých i do té doby neznámých typů letadel vzniklých v SSSR.
Za stěžejní dílo autora se považuje pětidílná práce Vojenská letadla, vycházející v Našem vojsku zprvu v jednom svazku v roce 1961 a po jeho úspěchu v rozšířeném provedení v letech 1974 až 1982. Toto provedení, původně zamýšlené jako čtyřdílné, nakonec obsahovalo pět dílů s úctyhodným počtem 1488 stran. Určitým protějškem tohoto díla jsou dvousvazková Civilní letadla, věnovaná rozvoji dopravních letounů ve světě. Tuto dvoudílnou publikaci vydalo Nakladatelství dopravy a spojů (NADAS). V témže nakladatelství vycházela v létech 1979 až 1990 osmidílná řada nazvaná Atlas letadel, jejíž jednotlivé svazky jsou věnovány každý jedné kategorii civilních letadel. K menším pracím patří Lidé a letadla (1964), Samolety (1988 v polštině, 1991 česky).
Václav Němeček se podílel i na knize Umlčené zbraně (Naše vojsko, 1966) a na britských titulech Combat Aircraft of the World (1969) a The Lord of Flight (1970). Ve Velké Británii vydal knihu Czechoslovak Aircraft since 1918. Časopisecká publikační práce zahrnuje přes 3 100 článků doma i v zahraničí.

### Vydané publikace
- Československá letadla (1958) vydalo Naše vojsko, 1. vydání
- Vojenská letadla (1961) vydalo Naše vojsko, 1. vydání
- Lidé a letadla (1964) vydal Svět sovětů
- Československá letadla (1968) vydalo Naše vojsko, 2. přepracované a rozšířené vydání.
- Sovětská letadla (1969) vydalo Naše vojsko
- Vojenská letadla (1): letadla první světové války (1974) vydalo Naše vojsko
- Vojenská letadla (2): mezi dvěma světovými válkami (1975) vydalo Naše vojsko, (další vydání 1978)
- Vojenská letadla (3): letadla druhé světové války (1977) vydalo Naše vojsko
- Vojenská letadla (4): období 1945 — 1950 (1979) vydalo Naše vojsko
- Třímotorová dopravní letadla (1979) spoluautor Pavel Týc, Atlas letadel 1, vydalo NADAS
- Čtyřmotorová a větší pístová dopravní letadla (1980) Atlas letadel 2, vydalo NADAS
- Dvoumotorová proudová a turbovrtulová dopravní letadla (1981) Atlas letadel 3, vydalo NADAS
- Civilní letadla 1: vzducholodě a dopravní letouny s pístovými motory (1981) vydalo NADAS
- Civilní letadla 2: dopravní letadla s turbovrtulovými a proudovými motory (1981) vydalo NADAS
- Vojenská letadla (5): letadla současnosti (1982) vydalo Naše vojsko
- Československá letadla (I) (1918 — 1945) (1983) vydalo Naše vojsko
- Československá letadla (II) (1945 — 1984) (1984) vydalo Naše vojsko
- Dvoumotorová pístová dopravní letadla (1984) Atlas letadel 4, vydalo NADAS
- Čtyřmotorová dopravní letadla s proudovými a turbovrtulovými motory (1984) Atlas letadel 5, vydalo NADAS
- Vodní a obojživelná dopravní letadla (1986) Atlas letadel 6, vydalo NADAS
- Dvoumotorová obchodní letadla (1987) Atlas letadel 7, vydalo NADAS
- Jednomotorová dopravní letadla (1990) Atlas letadel 8, vydalo NADAS,ISBN 80-7030-106-6
- Listy: kdo? co? kdy? kde? jak? proč? – 3. Letci, kosmonauti, konstruktéři (1997) spoluautoři Marcel Grün a Erika Pflégerová, volné listy v obálce, vydal Encyklopedický dům, ISBN 80-86044-03-3

### Knihy vydané v zahraničí
- Flugzeuge, Zivilflugzeuge aus den Jahren 1903 - 1957 (1973) vydalo Dausien, Hanau, (další vydání 1991)[6]
- Sowjet-Flugzeuge (1976), vydalo Steinebach-Wörthsee
- The history of Soviet aircraft from 1918 (1986) vydalo Willow Books, London,
- Samoloty (1988) spoluautor Jaroslav Velc, vydalo Wydawnictwo Sport I Turystyka Warszawa